# اسقف‌نشین سنت ادموندزبوری و ایپسوییچ
اسقف‌نشین سنت ادموندزبوری و ایپسوییچ (انگلیسی: Diocese of St Edmundsbury and Ipswich) بخشی تشکیل دهنده از استان کانتربری کلیسای انگلستان در کشور انگلستان است. این اسقف‌نشین که در سال ۱۹۱۴ میلادی تاسیس شده است شامل ۴۸۲ کلیسا می‌باشد و مرکز آن کلیسای جامع سنت ادموندزبوری است.